# Triatlo nos Jogos Pan-Americanos de 2023 - Masculino
A competição masculina do triatlo nos Jogos Pan-Americanos de 2023 foi disputada em 2 de novembro de 2023 na Praia El Sol, em Viña del Mar. Um total de 36 triatletas de 16 Comitês Olímpicos Nacionais (CON) participaram do evento.

## Calendário
Horário local (UTC−3).
| Data          | Hora  | Fase  |
| ------------- | ----- | ----- |
| 2 de novembro | 13:00 | Final |

## Medalhistas
| Ouro   | BRA Miguel Hidalgo    |
| Prata  | USA Matthew McElroy   |
| Bronze | MEX Crisanto Grajales |

## Resultados
Estes foram os resultados da competição:
| Pos.              | Bib | Triatleta             | CON                                 | Natação | Ciclismo | Corrida | Tempo total | Dif.    |
| ----------------- | --- | --------------------- | ----------------------------------- | ------- | -------- | ------- | ----------- | ------- |
| Medalha de ouro   | 1   | Miguel Hidalgo        | BRA Brasil                          | 18:21   | 55:23    | 30:57   | 1:46:08     |         |
| Medalha de prata  | 3   | Matthew McElroy       | USA Estados Unidos                  | 18:20   | 55:44    | 31:00   | 1:46:09     | + 0:01  |
| Medalha de bronze | 5   | Crisanto Grajales     | MEX México                          | 18:23   | 55:28    | 30:54   | 1:46:11     | + 0:03  |
| 4                 | 6   | Martin Sobey          | CAN Canadá                          | 18:18   | 55:43    | 31:18   | 1:46:31     | + 0:23  |
| 5                 | 7   | Seth Rider            | USA Estados Unidos                  | 17:49   | 56:06    | 31:18   | 1:46:31     | + 0:23  |
| 6                 | 15  | Gaspar Riveros        | CHI Chile                           | 18:21   | 55:37    | 31:46   | 1:46:58     | + 0:50  |
| 7                 | 20  | Tyler Smith           | BER Bermudas                        | 18:15   | 55:44    | 31:48   | 1:47:02     | + 0:54  |
| 8                 | 4   | Diego Moya            | CHI Chile                           | 17:41   | 56:18    | 31:56   | 1:47:09     | + 1:01  |
| 9                 | 2   | Manoel Messias        | BRA Brasil                          | 19:44   | 56:22    | 29:49   | 1:47:15     | + 1:07  |
| 10                | 10  | Matthew Wright        | BAR Barbados                        | 18:21   | 55:42    | 32:08   | 1:47:23     | + 1:15  |
| 11                | 14  | Antônio Bravo Neto    | BRA Brasil                          | 18:19   | 55:32    | 32:15   | 1:47:31     | + 1:23  |
| 12                | 11  | Brock Hoel            | CAN Canadá                          | 18:19   | 55:40    | 32:33   | 1:47:49     | + 1:41  |
| 13                | 22  | Kauê Willy            | BRA Brasil                          | 18:24   | 55:31    | 32:51   | 1:48:06     | + 1:58  |
| 14                | 9   | Chase McQueen         | USA Estados Unidos                  | 17:45   | 55:33    | 34:04   | 1:48:40     | + 2:32  |
| 15                | 8   | Aram Peñaflor         | MEX México                          | 18:38   | 57:31    | 31:19   | 1:48:46     | + 2:38  |
| 16                | 24  | Luis Miguel Velásquez | VEN Venezuela                       | 18:15   | 55:44    | 33:56   | 1:49:11     | + 3:03  |
| 17                | 12  | Rodrigo González      | MEX México                          | 19:39   | 56:28    | 32:30   | 1:49:51     | + 3:43  |
| 18                | 28  | Yhousman Perdomo      | VEN Venezuela                       | 18:17   | 55:42    | 34:44   | 1:50:00     | + 3:52  |
| 19                | 18  | Liam Donnelly         | CAN Canadá                          | 18:39   | 57:33    | 32:36   | 1:50:01     | + 3:53  |
| 20                | 19  | Juan José Andrade     | ECU Equador                         | 19:38   | 56:32    | 33:24   | 1:50:52     | + 4:44  |
| 21                | 16  | Gabriel Terán         | ECU Equador                         | 18:32   | 57:32    | 34:29   | 1:51:56     | + 5:48  |
| 22                | 23  | Federico Scarabino    | URU Uruguai                         | 19:37   | 56:32    | 34:45   | 1:52:16     | + 6:08  |
| 23                | 29  | Iván Anzaldo          | ARG Argentina                       | 19:43   | 58:08    | 34:25   | 1:53:35     | + 7:27  |
| 24                | 25  | Álvaro Campos         | CRC Costa Rica                      | 18:48   | 58:51    | 35:09   | 1:54:13     | + 8:05  |
| 25                | 27  | Alejandro Rodríguez   | CUB Cuba                            | 19:10   | 59:33    | 34:39   | 1:54:40     | + 8:32  |
| 26                | 26  | Brian Moya            | COL Colômbia                        | 18:42   | 1:00:02  | 35:17   | 1:55:21     | + 9:13  |
| 27                | 21  | Carlos Quinchará      | COL Colômbia                        | 18:43   | 59:55    | 36:00   | 1:56:10     | + 10:02 |
|                   | 33  | Jorge Cabinal         | EAI Equipe de Atletas Independentes | 19:45   |          |         | LAP         |         |
|                   | 34  | Kevin Milián          | CUB Cuba                            | 19:46   |          |         | LAP         |         |
|                   | 31  | Petter Vega           | PAN Panamá                          | 19:52   |          |         | LAP         |         |
|                   | 37  | Rodrigo Leaño         | BOL Bolívia                         | 21:21   |          |         | LAP         |         |
|                   | 38  | Gerardo Vergara       | EAI Equipe de Atletas Independentes | 21:19   |          |         | LAP         |         |
|                   | 36  | Melvin Martínez       | DOM República Dominicana            | 19:38   |          |         | LAP         |         |
|                   | 32  | Janarold Martínez     | PUR Porto Rico                      | 21:54   |          |         | LAP         |         |
|                   | 30  | Flavio Morandini      | ARG Argentina                       | 18:21   |          |         | DNF         |         |
|                   | 17  | Ramón Matute          | ECU Equador                         |         |          |         | DNS         |         |